# 布拉寺
布拉寺，位于西藏自治区拉萨市墨竹工卡县甲玛乡龙达村，是一座藏传佛教的女尼寺院。

## 简介
布拉寺位于西藏自治区拉萨市墨竹工卡县甲玛乡龙达村。为藏传佛教寺院。进入墨竹工卡县甲玛沟，路边半山腰处便是规模很小的布拉寺。
1992年时，该寺只有四位女尼。2013年，该寺已有12位女尼。
2011年，随着西藏自治区驻寺工作展开，该寺的女尼知道了国际劳动妇女节，自此每年3月8日都会一起过节，吃饭、闲聊、搞活动。该寺现在已经每天都能吃上蔬菜。2011年起，该寺有了书屋、报刊、电视。僧舍做到了每人一间，每间有一台电视，一张床。政府每月向女尼们发放城镇低保金，此外还为女尼们上了医疗保险、养老保险，每逢过节还发放节日慰问金。
2012年，该寺的女尼罗珍被评为西藏自治区爱国守法先进僧尼。